# Au (empresa)

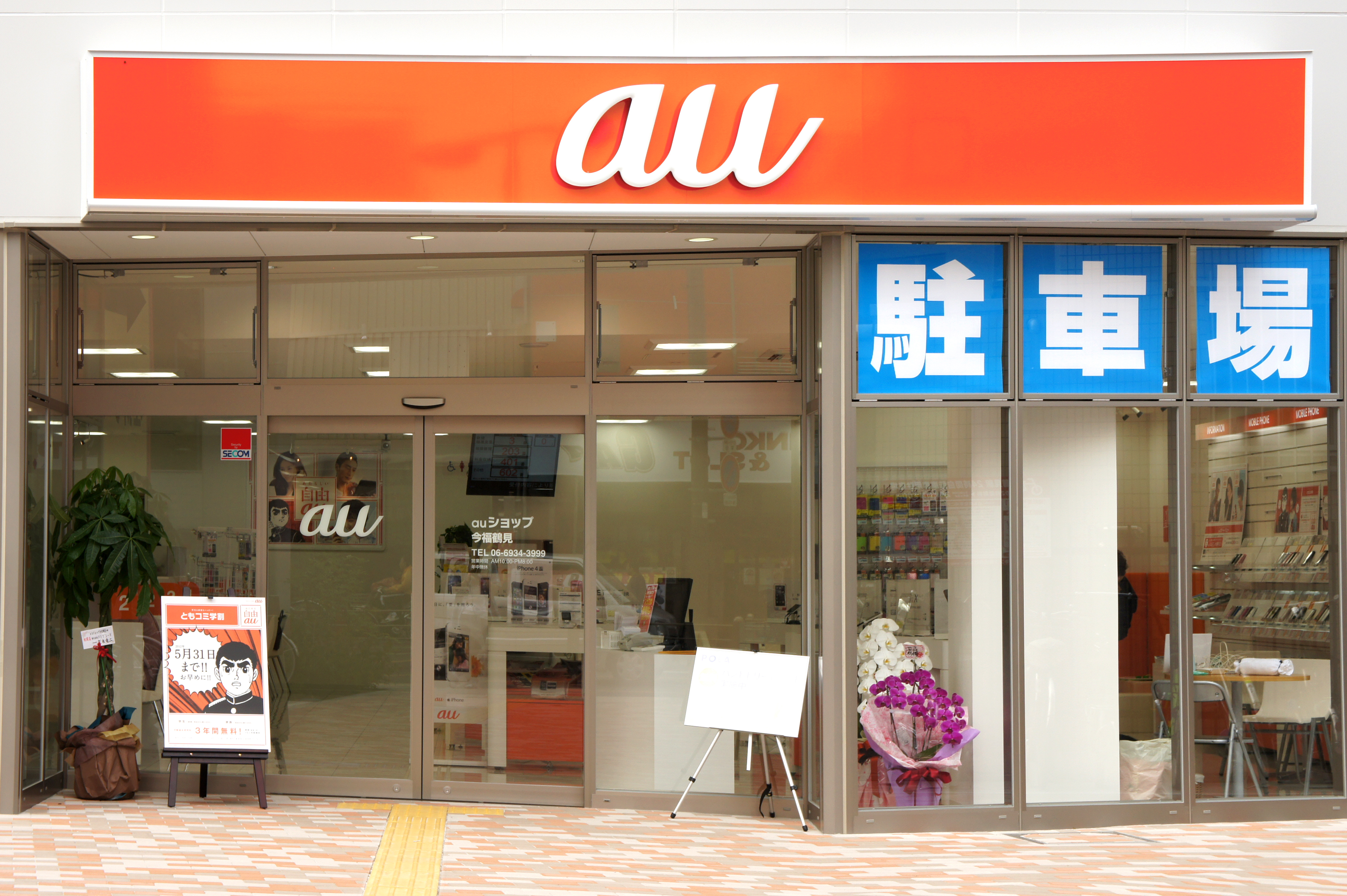
Tienda de au en Osaka

au (エーユー; pronunciado Ēyū) , o au by KDDI es una marca japonesa de telefonía móvil de KDDI Corporation.

## Nomenclatura
Según ZYXYZ company, el nombre de la marca "au" está basado en el Japonés de lo verbos "cumplir" (会う) y "unir" (合う) (ambos pronunciado au). Sin embargo, explica KDDI au proviene de dos letras que significan algunas palabras. "A" es para el acceso, siempre y amenidad, y "U" es único, universal y usuario. También hay una frase "access to u(you)" que va a lo largo de la marca.